# Opificio delle pietre dure

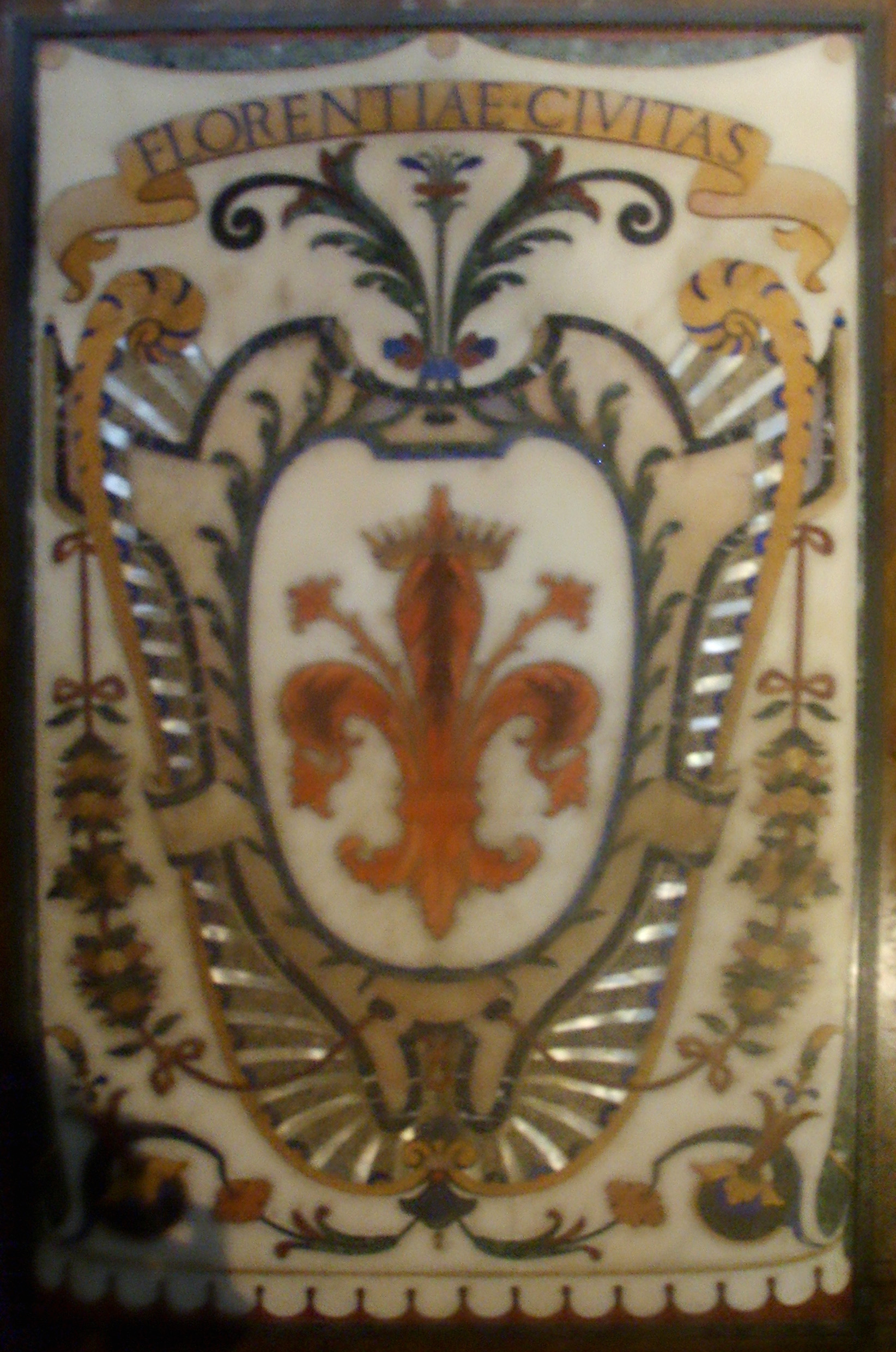
Marqueterie de la chapelle des Princes représentant les armoiries de la ville de Florence. Le fond est un marbre blanc. La fleur de lys boutonnée est constituée de jaspe issu d'une couche de radiolarites.

Pour les articles homonymes, voir OPD.
L'Opificio delle pietre dure (OPD) ou en français l'Office de la Pierre dure, qui se situe Via Alfani, à Florence, est l'ancienne manufacture de la « mosaïque florentine » datant de la Renaissance et qui est devenu un  institut de recherche scientifique et de restauration d'œuvres d'art réputé, un des plus importants au monde : l'Istituto Centrale per il Restauro (ICR). Il comprend un espace muséal sur les activités initiales de marqueterie de pierres dures : le Musée de la Manufacture de pierres dures de Florence.

## La pierre dure
Contrairement à la mosaïque traditionnelle, qui utilise des petits morceaux (appelés tesselles), la marqueterie de pierre dure (ou « mosaïque florentine ») emploie  des pièces plus grandes et choisies pour leur forme, leur couleur, leur opacité, leur brillant et les nuances de leur veinure pour créer le dessin final. On réalise ainsi des œuvres d'art pour des meubles ou des objets divers, jusqu'à des copies parfaites de peintures à accrocher, qui font encore la renommée des artistes florentins dans tous les musées.

## Histoire
Situé dans l'ancien couvent San Niccolò, il est désigné institut en 1588, par le Grand-duc Ferdinand Ier de Médicis, comme Manufacture de pierres dures, un des arts réputés de l'artisanat prestigieux de Florence, servant principalement d'atelier de confection de marqueteries en pierre semi-précieuse et surtout, pour les projets du Grand-duc, de marqueteries de marbre à la chapelle des Princes de l'église San Lorenzo. 
À la fin du XIXe siècle, l'activité passe de la fabrication à la restauration de ces seules marqueteries de pierre, puis à celle d'œuvres d'autres champs artistiques.
Les dégâts imposés aux œuvres de la ville lors des inondations de Florence de 1966 ont orienté alors les travaux de l'Institut vers le rassemblement d'experts internationaux et l'usage de plus de technologie dans tous les secteurs des techniques artistiques sous la direction d'Umberto Baldini (de 1970 à 1983) venant du Gabinetto di Restauro des Uffizi dont il était directeur depuis 1949.
En 1975, tous les laboratoires de restauration de la ville sont réunis par une loi constitutive du  Ministero per i Beni Culturali e Ambientali (Ministère des biens et des activités culturelles)
L'institut comprend également aujourd'hui une école de restauration, un musée et une bibliothèque.
Si son siège historique est  toujours situé au 78, Via degli Alfani, il se complète d'autres lieux comme ceux situés à la Forteresse de Basso pour les œuvres de grandes dimensions et au Palazzo Vecchio pour les tapisseries.
Giorgio Bonsanti a été son dirigeant de 1988 à 2000 et son actuel dirigeant est  Cristina Acidini-Luchinat depuis 2000.

## Secteurs de restauration
- Tapisseries et tapis
- Archéologie
- Bronze et marbre antiques
- Peinture sur tableau
- Fresque et peinture murale
- Cartographie et représentation terrestre
- Techniques lapidaires
- Mosaïque et pierre précieuse
- Orfèvrerie
- Sculpture en bois
- Poterie
- Textiles
- Marbre

## Le musée
On   trouve au musée de la Manufacture de pierres dures de Florence des  exemples de travaux en pierre dure, des avant-projets, des plans et de plaquettes diverses marquetées, avec un riche répertoire de décorations, généralement avec des fleurs, des fruits et des animaux, mais aussi avec d'autres scènes pittoresques, entre lesquelles une célèbre vue de la Piazza della Signoria. Quelques œuvres particulières comme une grande cheminée baroque entièrement recouverte de malachite, d'un vert brillant, des copies de cadres exécutés en marqueterie.
Quelques espaces sont dédiés à des pierres particulières, comme la pierre paesina, extraite près de Florence, dont les couches de couleurs  donnent l'illusion d'un paysage peint si elles ont été orientées opportunément à la taille.
Au premier étage, sont exposés les moyens techniques pour la marqueterie et un échantillon complet des pierres dures remontant à l'époque des Médicis. Dans la dernière salle, sont exposés des vases et des suppellettili décorés en style Liberty du début du XXe siècle, parmi lesquelles le dessus de table avec harpe et guirlandes de Zocchi (1849) et celui orné des fleurs et oiseaux de Niccolò Betti (1855).